# Haus der Kulturen der Welt
Het Haus der Kulturen der Welt in Berlijn is Duitslands nationale expositiecentrum voor moderne niet-Europese kunst.
In de expositieruimte worden kunsttentoonstellingen, concerten, dans- en theatervoorstellingen en lezingen gehouden over niet-Europese kunst. Het is een van de weinige instituten dat, door zijn nationale en internationale aanzien en door de hoge kwaliteit van de exposities en voorstellingen, gefinancierd wordt door de federale overheid als een zogenaamd "lichtbaken van cultuur".
Het gebouw is gelegen in het Großer Tiergarten-park direct naast het Carillon en de Bondskanselarij. De originele naam van het gebouw was de "Kongresshalle". Het was van oorsprong een congreshal, die geschonken was door de Verenigde Staten. Het gebouw werd ontworpen in 1957 door Hugh Stubbins Jr. (een leerling van Walter Gropius) als onderdeel van de Interbau-expositie. John F. Kennedy sprak hier gedurende zijn bezoek aan West-Berlijn in 1963.
De Berlijners noemen dit gebouw "die schwangere Auster" (de zwangere oester).